# Moviment per una Societat Democràtica
El Moviment per a una Societat Democràtica (en kurd: Tevgera Civaka Demokratîk; abreujat TEV-DEM; en àrab: حركة المجتمع الديمقراطي, en sirià: ܙܘܥܐ ܕܟܢܫܐ ܕܝܡܩܪܐܛܝܐ) és una coalició multiètnica d'esquerres que governa les àrees autònomes confederals del nord de Síria, anomenades Federació Democràtica del Síria del Nord o Rojava. El partit més rellevant de la coalició és el Partit de la Unió Democràtica (PYD). TEV-DEM va substituir el Comitè Suprem Kurd com a coalició governant a la regió.

## Antecedents
Quan la primavera àrab va esclatar a Síria a principis de 2011, les protestes es van estendre al llarg de les zones kurdes. Degut a la força que van emprar els grups islamistes rebels a d'altres regions de Síria, l'exèrcit àrab sirià es va retirar de gairebé per complert d'aquestes les zones majoritàriament kurdes. Els ciutadans que hi viuen, amb el suport del PYD, van formar el Tevgera Civaka Demokratîk (o Tev-Dem), amb una popularitat i força creixent al llarg de tota la regió.

## Autonomia democràtica
El seu programa s'hi van involucrar persones de molts diferents orígens: kurds, àrabs, asirios i turcmans, i de diferents grups religiosos com musulmans, cristians i iazidites. La coalició va organitzar una gran varietat de grups, comitès i comunes als barris, poblacions, comtats i ciutats. El propòsit d'aquests grups era reunir-se, a l'anomenada Casa del Poble, cada setmana per parlar dels problemes a què s'enfronten les persones on vivien.
Segons Zaher Baher, membre del Grup de Solidaritat de Haringey, el TEV-DEM ha estat l'òrgan amb més èxit de Rojava perquè "té la determinació i el poder per canviar les coses, inclou moltes persones que treballen voluntàriament per fer que aquesta revolució tingui èxit". Addicionalment, va comentar que el TEV-DEM va configurar un exèrcit amb tres branques diferents: les YPG, les YPJ, les Asayish (forces de seguretat locals), juntament amb una unitat especial només per a dones, per tractar qüestions de violació i violència domèstica".

## Partits membres
- Partit de la Unió Democràtica (PYD) amb Salih Muslim i Asya Abdullah al capdavant.
- Partit Unió Siríaca (SUP) amb Ishow Gowriye al capdavant.
- Partit Democràtic Pacifista dels Kurds Sirians (PADKS) amb Telal Mihemed al capdavant.
- Partit Unió Liberal del Kurdistan (PYLK) amb Ferhad Têlo al capdavant.